# Bergia
Bergia és un dels dos gèneres de plantes amb flors que componen la família, Elatinaceae. Són plantes tropicals o subtropicals que de vegades són aquàtiques. A Catalunya i País Valencià només es presenta l'espècie Bergia capensis (alfabegueta).

## Algunes espècies
- Bergia ammannioides
- Bergia aquatica
- Bergia auriculata
- Bergia capensis
- Bergia decumbens
- Bergia glutinosa
- Bergia henshallii
- Bergia pedicellaris
- Bergia pentherana
- Bergia perennis
- Bergia polyantha
- Bergia pusilla
- Bergia serrata
- Bergia suffruticosa
- Bergia texana